# Амосова Ніна Дмитрівна
Ніна Дмитрівна Амосова (1930, місто Розсош, тепер Воронезької області, Російська Федерація — ?) — радянська діячка, ткаля Тбіліського камвольно-суконного комбінату «Радянська Грузія» Грузинської РСР. Депутат Верховної ради СРСР 5-го скликання.

## Життєпис
Народилася в селянській родині. Навчалася в школі міста Розсош. З 1945 по 1947 рік працювала пакувальницею олійницького заводу. У 1948 році переїхала до міста Тбілісі.
З 1948 по 1949 рік — учениця школи фабрично-заводського навчання при Тбіліському камвольно-суконному комбінаті «Радянська Грузія».
З 1949 року — ткаля Тбіліського камвольно-суконного комбінату «Радянська Грузія» Грузинської РСР. Передовик виробництва.
Член КПРС з 1958 року.
Подальша доля невідома.